# Nieświń
Nieświń – wieś sołecka w Polsce położona w województwie świętokrzyskim, w powiecie koneckim, w gminie Końskie.
W latach 1954–1968 wieś należała i była siedzibą władz gromady Nieświń, po jej zniesieniu w gromadzie Rogów. W latach 1975–1998 miejscowość administracyjnie należała do województwa kieleckiego.
Wieś jest siedzibą rzymskokatolickiej parafii św. Barbary w Nieświniu.
| SIMC    | Nazwa      | Rodzaj    |
| ------- | ---------- | --------- |
| 1017540 | Kozieług   | część wsi |
| 1017675 | Olszyny    | część wsi |
| 1017729 | Siedzianna | część wsi |

## Historia
W wieku XIX Nieświn, „Nieświenia”, w dokumentach „Nyeswysnie”, wieś i dobra w powiecie koneckim, gminie Gowarczów, parafii Końskie, odległe od Końskich 7 wiorst.

W 1846 r. wzniesiono tu wielki piec do wytapiania żelaza. W 1886 roku Nieświń ma 46 domów., 314 mieszkańców, ziemi folwarcznej 93 morgi.

Jest to stara osada, wspominana w dokumentach z XIII wieku jako należąca do Iwona Odrowąża (ob. Kacice i Mogiła, [w:] Słownik geograficzny Królestwa Polskiego, t. VI: Malczyce – Netreba, Warszawa 1885, s. 588.).
Dobra Nieświn w 1866 r. składały się z folwarków: Nieświn, Paruchy, attynencji Fidor, a także wsi: Nieświn, Paruchy, Stara Kuźnica, Baczyna, Głęboka Droga, Młynek Nieświński, Czysta, Chełb, Drutarnia, Szczerbarcka. 
Rozległość ogólna dóbr wynosiła 4599 morgi (2575,44 ha).
W dobrach tych znajdowały się kuźnice żelaza: w Starej Kuźni, Chełbie, Czystej. Młynku Nieświńskim i Drutarni. Produkowały one około 15 000 centnarów żelaza i 500 centnarów drutu, nadto drutarnia w Baczynie wydać może rocznie przeszło 700 cetnarów gwoździ.
Według spisu powszechnego z roku 1921 w Nieświnie były 122 domy i 783 mieszkańców.